# Matadi

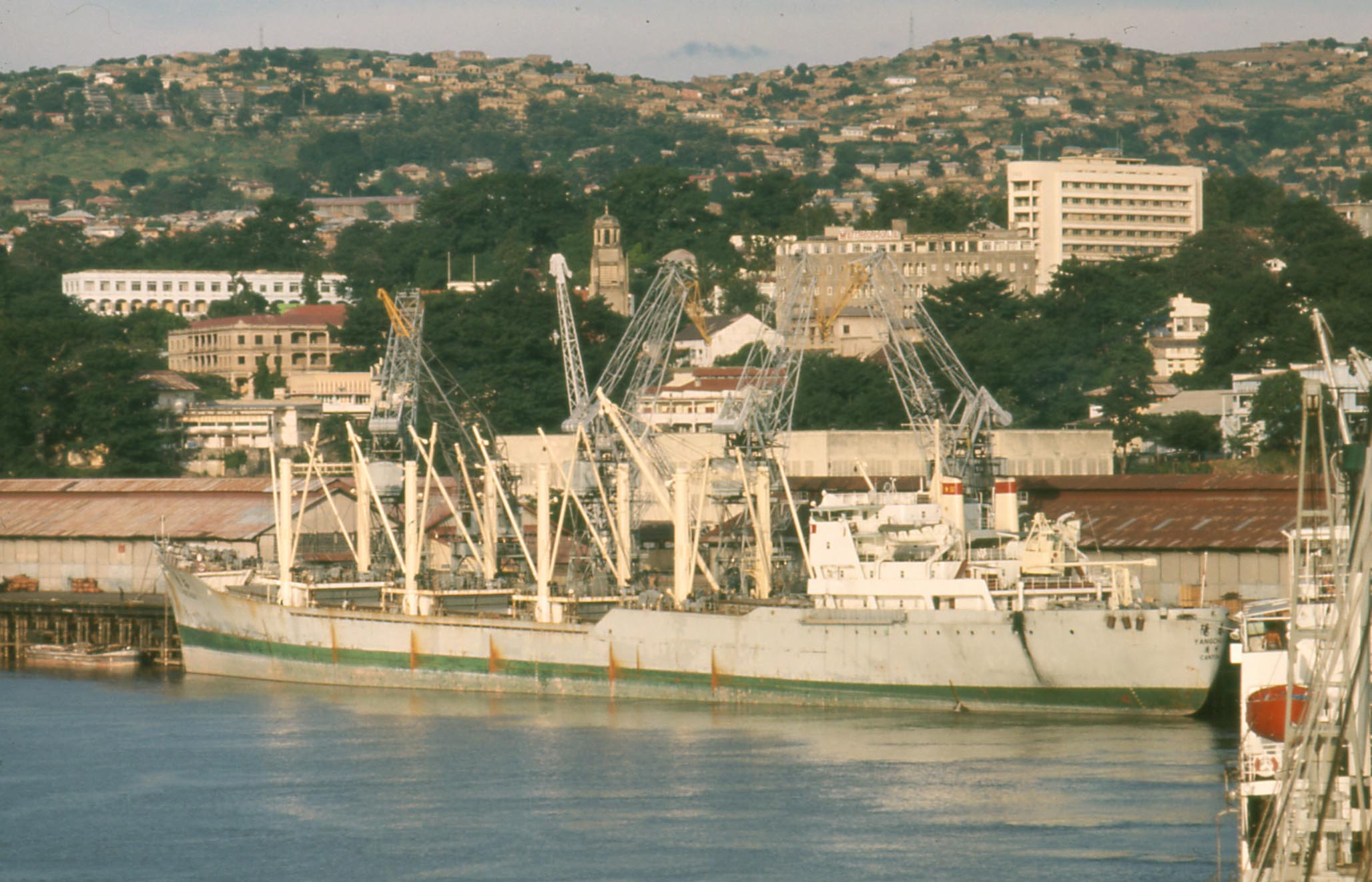
El port de Matadi.

Matadi és el principal port de la República Democràtica del Congo i la capital de la província de Baix Congo. Té una població de 245.862 habitants (2004). Està situada a la riba esquerra del riu Congo, a mig camí entre l'oceà Atlàntic i la capital del país, Kinshasa. La ciutat va ser fundada per Henry Morton Stanley el 1879.

## Cultura
La paraula matadi significa "pedra" en llengua kikongo. La ciutat està construïda sobre turons costeruts, i una dita local assegura que per viure a Matadi cal conèixer els verbs "pujar", "baixar" i "suar". Riu amunt hi ha una sèrie de coves, anomenades "roca de Diogo Cão", on hi ha inscripcions fetes per l'explorador portuguès el 1485 per marcar el límit dels seus viatges remuntant el riu Congo.
Prop de la ciutat es troben també el mont Cambier i les cataractes de Yelaba.

## Infraestructures
La central elèctrica del riu Mpozo subministra energia a la ciutat. Una línia de ferrocarril la connecta amb Kinshasa, a 350 km de distància. El port, un dels més importants d'Àfrica, és plenament navegable i és el punt d'importació i exportació més important de tot el país. Les principals exportacions són el cafè i la fusta. La companyia pesquera estatal "Pemarza" utilitza el port per proveir de peix a la capital. L'aeroport de Tshimpi, prop de la ciutat, no està en actiu. El riu és travessat per un pont de 722 m, amb línia de ferrocarril i carretera, construït el 1983. En un turó proper hi ha un monument als constructors del ferrocarril Matadi-Kinshasa.